# SA-1 (чип)

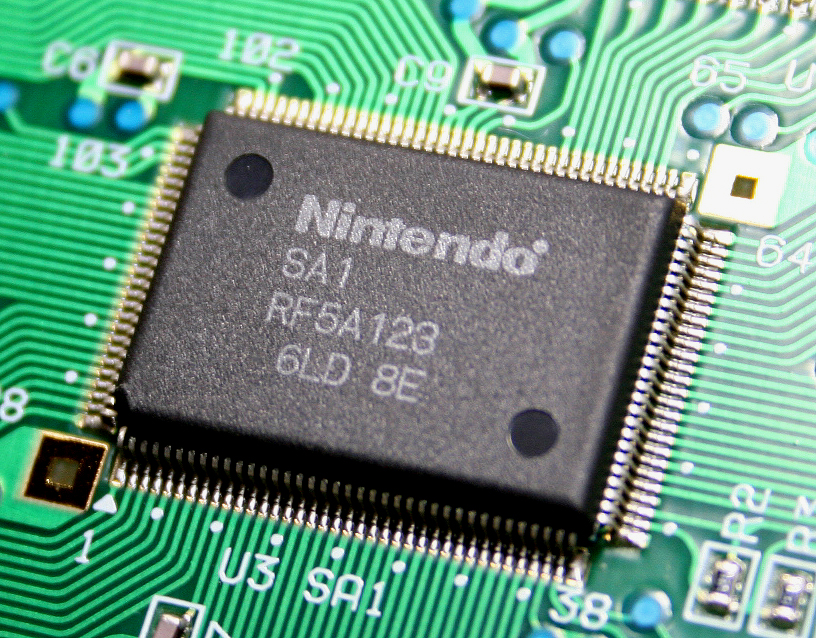
Nintendo SA-1

Nintendo SA-1 (сокращение от Super Accelerator 1) — микропроцессор, разработанный фирмой Nintendo для использования в игровых картриджах для её игровой приставки Super Nintendo Entertainment System (SNES). По сути, SA-1 представляет собой улучшенный вариант 65816-совместимого процессора, работающего параллельно с основным процессором SNES’s 5A22 CPU (который также является вариантом процессора 65816). При этом SA-1 не является подчинённым процессором для 5A22, каждый из них может вызывать прерывание у другого независимо друг от друга. Такая схема позволяет приставке обрабатывать данные с более высокой скоростью.

## Возможности
Nintendo SA-1 имеет ряд улучшений по сравнению со стандартным 65816:
- Работа на тактовой частоте 10 МГц, вместо обычных 3.58 МГц
- Быстрый доступ к ОЗУ
- Возможности управления дополнительной памятью
- Возможности сжатия данных
- Новые режимы прямого доступа к памяти, такие как пересылка растрового изображения в видеобуфер
- Встроенный чип региональной блокировки и защиты от копирования

## Список игр, использующих SA-1

### 1995
- Derby Jockey 2
- Masters New: Harukanaru Augusta 3
- Jikkyou Oshaberi Parodius
- Kakinoki Shougi
- PGA Tour '96
- SD F-1 Grand Prix
- SD Gundam G NEXT
- Shin Syogi Club
- Shogi Saikyou
- Super Bomberman Panic Bomber World

### 1996
- Daisenryaku Expert: WW2
- Dragon Ball Z Hyper Dimension
- J. League '96 Dream Stadium
- Jumpin' Derby
- Kirby Super Star
- Marvelous: Mouhitotsu no Takarajima
- Super Robot Taisen Gaiden: Masou Kishin - The Lord of Elemental
- Mini-Yonku Shining Scorpion: Let's & Go
- Pebble Beach no Hotou New: Tournament Edition
- PGA European Tour
- Power Rangers Zeo: Battle Racers
- Shogi Saikyou 2
- Super Mario RPG

### 1997
- Itoi Shigesato's Bass Turi No 1
- Kirby's Dream Land 3